# Ceršak
Ceršak (deutsch Zierberg) ist ein Ort im Norden Sloweniens, der sich in der Gemeinde Šentilj v Slovenskih goricah (deutsch St. Egidi in Windisch Büheln) befindet.

## Geographie
Der Ort liegt in einem leicht ansteigenden Gebiet im nordwestlichen Teil der slowenischen Hügel und im Süden neben der Mur.

## Geschichte
Der Ortsname „Cirbek“ („Zirberck“) wurde zuerst im Jahr 1329 als schlechte Übersetzung der deutschen Sprache verwendet.

## Industrie
Nahe der Mur befindet sich eine Papierfabrik. Aus dem kleinen Wohnort nahe der Fabrik wurde in den 70er und 80er des 20. Jahrhunderts ein Ort mit einigen Häusern, in denen die Arbeiter der Papierfirma leben. In dieser Fabrik befindet sich auch das einzige Wasserkraftwerk an der Mur in Slowenien.